# 威廉伍德大學
威廉伍德大學（英語：William Woods University），位於美國密蘇里州的一個擁有12,000居民的小社區富爾頓 (密蘇里州)。威廉伍德大學擁有3,000名從美國各州與其他國家來就讀的學生。這所大學在各種不同的領域提供學士學位和碩士學位。這所大學設立於西元1870年。威廉伍德大學提供高質量的教育去確保每位學生的個人發展。這所大學獲得the Higher Learning Commission認可，the Higher Learning Commission是the North Central Association的成員之一。
威廉伍德大學與基督教教會有密切的關係。這所大學的體育團隊在the American Midwest Conference以the Owls and participate知名。

## 傑出校友
- 郭素春，中華民國（台灣）政治人物，曾代表中國國民黨任職立法委員。其夫婿為國營事業台鹽董事長洪璽曜。
- 吳世賢，台灣棒球選手。

## 學校排名
- 根據2009年的美國新聞與世界報導，威廉伍德大學為美國中西部第三級的大學[1]。

## 外部連結
- 威廉伍德大學官方網站 （页面存档备份，存于）

## 資料來源
1. ↑  .   [2009-09-12]. （原始内容存档于2011-01-06）.